# In Your Honor
Vous lisez un « bon article » labellisé en 2017.
Albums de Foo Fighters
One by One
(2002) Five Songs and a Cover
(2005)
Singles
1. Best of You
Sortie : 30 mai 2005
2. DOA
Sortie : 5 septembre 2005
3. Resolve
Sortie : 21 novembre 2005
4. No Way Back/Cold Day in the Sun
Sortie : 13 mars 2006
5. Miracle (promotionnel)
Sortie : 2006

In Your Honor est le cinquième album studio du groupe américain de rock alternatif Foo Fighters, sorti le 13 juin 2005 sur le label RCA Records. Double album, il est composé d'un disque rock et d'un disque acoustique, sur lequel figurent plusieurs invités tels que Josh Homme, John Paul Jones et Norah Jones. Enregistré dans leur nouveau studio à Los Angeles avec Nick Raskulinecz, Dave Grohl souhaite en faire un « album symbole » pour le groupe, au même titre que Physical Graffiti pour Led Zeppelin, laissant présager ce qu'ils pourraient faire à l'avenir. Les paroles évoquent des thèmes généraux inspirés de la campagne de John Kerry pour l'élection présidentielle américaine de 2004 dans laquelle Grohl s'est investi, mais sont également plus introspectives, sans pour autant refléter l'état d'esprit du chanteur.
Globalement bien accueilli par la critique, l'album se classe premier des classements de ventes de plusieurs pays comme l'Australie ou la Nouvelle-Zélande, mais est dépassé par X&Y de Coldplay aux États-Unis et au Royaume-Uni. Plus gros succès international du groupe à l'époque, il obtient de nombreuses certifications, dont un disque de platine dans son pays d'origine et un double disque de platine au Royaume-Uni, mais n'est en revanche pas récompensé lors de la 48e cérémonie des Grammy Awards. Une tournée mondiale d'une centaine de concerts donnés en Amérique du Nord, en Europe, en Océanie et au Japon accompagne sa sortie pendant un an et demi, où ils alternent électrique et acoustique. Ceux des 29 aux 31 août au Pantages Theatre de Los Angeles donnent naissance le 7 novembre 2006 à l'album live Skin and Bones, incluant, pour la version britannique, la célébration de leur dixième anniversaire devant 85 000 personnes à Hyde Park, le 17 juin 2006.

## Genèse

### Contexte
Foo Fighters est né à la suite du décès de Kurt Cobain — alors leader de Nirvana —, par l'intention de Dave Grohl, batteur du groupe, d'exorciser par la musique la mort de son compère. Grohl enregistre, alors seul, un premier album en octobre 1994 avant d'être encouragé par Capitol Records — avec qui il vient de signer — et ses amis à fonder un nouveau groupe autour de ce projet. Nate Mendel et William Goldsmith, de Sunny Day Real Estate, le rejoignent, ainsi que Pat Smear qui accompagnait Nirvana lors de ses tournées. Un an plus tard, ils produisent leur premier album studio, The Colour and the Shape, sur lequel ils sont rejoints par le batteur Taylor Hawkins, Grohl désirant se concentrer sur le chant. Goldsmith quitte Foo Fighters lors de l'enregistrement, mais cela n'empêche pas le disque, puis la tournée, d'être un franc succès, ce qui provoque le départ de Smear.

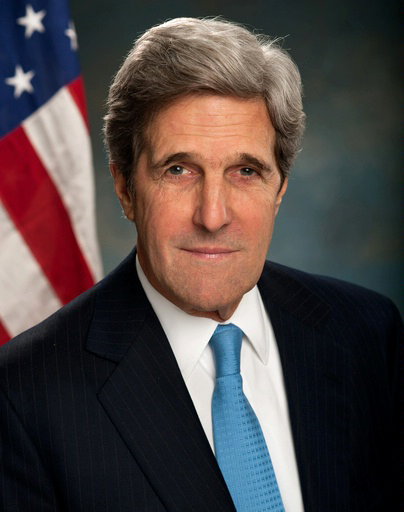
Grohl passe une partie de l'année 2004 à soutenir la campagne de John Kerry lors de l'élection présidentielle américaine et s’inspire de cette expérience pour composer l'album.

Après un troisième album un peu moins bien accueilli, Chris Shiflett intègre le groupe lors de la tournée qui suit et devient le quatrième membre de la formation. De fortes tensions nuisent au groupe pendant l'enregistrement de leur quatrième album studio : Foo Fighters fait alors une pause en avril 2002. Bénéfique, celle-ci leur permet de s'adonner à des projets parallèles et de ré-enregistrer des morceaux sous la direction de Nick Raskulinecz. Bien reçu par la critique, One by One est un succès commercial. Il remporte le Grammy Award du meilleur album rock lors de la 46e cérémonie des Grammy Awards et est suivi d'une tournée internationale qui dure jusqu'en 2004, dont plusieurs concerts sont filmés pour le DVD Everywhere but Home qui sort le 25 novembre 2003.
Au cours de l'été 2004, bien qu'il ne soit pas un fervent militant politique, Grohl décide de soutenir John Kerry lors de l'élection présidentielle américaine et joue lors des meetings de campagne avec pour but de « voir George W. Bush quitter la Maison-Blanche ». Déçu par la réélection de ce dernier, il ne sait trop quel avenir donner aux Foo Fighters et doute de l'utilité d'enregistrer un nouvel album aussi rapidement, même si ses récentes activités lui ont donné des idées. L'écoute de la musique du film Petits mensonges entre frères par Tom Petty lui donne envie de réaliser la sienne et il commence à composer des chansons acoustiques à cet effet, suffisamment pour en faire un album,,. Ne souhaitant pas se lancer dans un album solo et malgré des sonorités différentes du répertoire du groupe, il présente ces morceaux aux autres membres : Mendel estime qu'ils n'ont pas vocation à être sur leur album tandis qu'Hawkins accroche à l'idée mais ne se voit pas faire deux ans de tournée acoustique, au risque « de devenir vraiment gros ».
Refusant de faire uniquement un album acoustique car il « doit faire du rock puissant dans sa vie », Grohl réalise qu'il lui sera difficile de tout réunir sur un simple album et se décide par conséquent à faire un double album : « un CD avec que du rock bien fort » et un autre « vraiment beau, basé sur l'acoustique et avec des dynamiques plus faibles »,, qu'il décrit comme « la bouteille et la gueule de bois », le premier étant « son disque Jack and Coke », avec des chansons « sans lesquelles il ne pourrait vivre », et le second étant « son disque Sapphire and Martini avec du Kylie ». Grohl explique également que le groupe vient de fêter ses dix ans, qu'il s'agit de leur cinquième album et que ça lui semble ennuyeux de produire album sur album, et de faire des vidéos et des festivals. Il souhaite par conséquent « faire quelque chose de spécial ».

### Enregistrement et production
Malgré la praticité du Studio 606 construit dans le sous-sol de la maison de Grohl à Alexandria, en Virginie, celui-ci souhaite l'agrandir et l'installer près de sa maison à Hollywood. Il achète donc un site de 8 000 pieds carrés dans le quartier de Northridge, à Los Angeles, pour 700 000 $. Entouré d'entrepôts de l'industrie pornographique, le terrain est celui d'une ancienne maison incendiée par le harceleur de la femme qui y vivait. Bien que l'environnement paraisse hostile, Grohl estime que c'est « l'endroit parfait pour enregistrer l'album ». Il fait construire le studio avec une « énorme salle centrale pour l'enregistrement », s'inspirant des studios Polar d'ABBA à Stockholm,,. Nommé Studio 606 West, il est considéré par le leader de la formation comme « l'un des dix meilleurs studios de Los Angeles ».
Pendant les neuf mois de travaux pour la réalisation du studio (dont trois et demi pour l'installation des équipements), le groupe répète les chansons composées en 2004 aux Studios Mates Rehearsal (au nord d'Hollywood), où ils « se retrouvent avec trois ou quatre versions d'une trentaine de chansons » d'après Raskulinecz. Il précise qu'il « ne souhaitait plus les voir jouer des chansons rock, par peur qu'elles deviennent complètement fades ». Ils s'installent alors dans le Studio 606 West, bien que celui-ci ne soit pas encore terminé. Ils aident à la pose de l'isolant phonique, notamment, pour accélérer le processus.
Sur les deux mois de sessions, de janvier à mars 2005, une quarantaine de chansons sont enregistrées et la moitié d'entre elles sont conservées. Après les deux semaines et demi dédiées au disque acoustique permettant l'enregistrement d'une quinzaine de morceaux,, huit nouveaux titres rock sont composés, Grohl « ayant le sentiment que le disque acoustique est mieux que celui de rock ». Les prises sont effectuées en analogique sur des cassettes réutilisées à plusieurs reprises pour limiter les coûts, puis transférées sur Pro Tools où elles sont ré-enregistrées, éditées puis mixées. Elliot Scheiner (en) mixe la partie acoustique en stéréo et en versions surround 5.1. Raskulinecz s'occupe quant à lui du disque rock, qui est enregistré instrument par instrument : la batterie en premier, puis les guitares, le chant et enfin la basse. Le producteur justifie ce choix en expliquant que « faire la basse en dernier permet de l'adapter aux accords, aux morceaux, et au son. Cela permet de combler les vides laissés par la batterie et les guitares. Or, ceux-ci nécessitent parfois des fréquences non-traditionnelles pour une basse ».

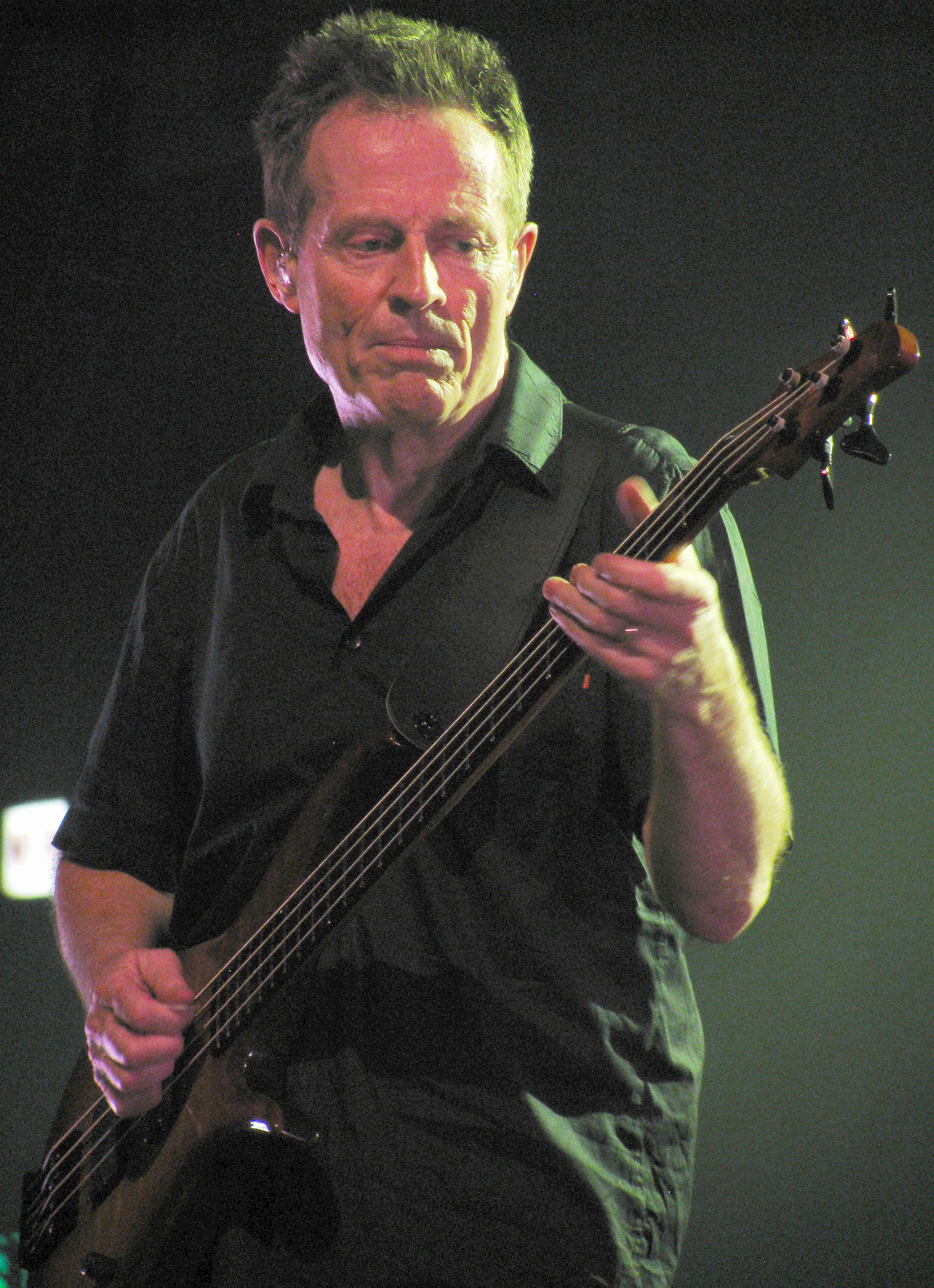
John Paul Jones est le premier à répondre présent à l'invitation de Grohl.

Au moment où il prépare le disque acoustique, Grohl décide de le bonifier avec des invités et prépare une liste de potentiels musiciens avec lesquels il aimerait travailler. Sur celle-ci figurent notamment Ry Cooder, Jim James (My Morning Jacket), Warren Haynes (Allman Brothers Band), ainsi que Grant Hart et Greg Norton (Hüsker Dü), mais aucun n'est disponible,. John Paul Jones (Led Zeppelin) est le premier qui accepte de participer à l'enregistrement, rendant Grohl fou de joie, celui-ci décrivant ce moment comme « la deuxième meilleure chose qui lui soit arrivée dans sa vie après son mariage ». Après avoir écouté Come Away with Me de Norah Jones, Grohl considère que la chanson bossa nova Virginia Moon qu'il a composée est totalement dans le registre de Jones et estime que sa voix « douce et chaleureuse se marierait très bien avec la sienne ». Les membres du groupe « nettoient le studio, cachent le porno et ajoutent des fleurs » pour sa venue, prévue pour la Saint-Valentin. Ils enregistrent les titres en deux heures. Joe Beebe, le technicien guitare de Grohl, joue également sur le morceau car il est le seul à avoir une expérience jazz. En plus de l'apparition de son ami Josh Homme (Queens of the Stone Age) à la guitare sur Razor, Grohl fait aussi appel au claviériste Rami Jaffee de Wallflowers et à la violoniste Petra Haden de That Dog.
Raskulinecz, qui était producteur sur One by One, considère qu'In Your Honor est « mieux préparé » : « Grohl y est plus méticuleux », la majorité des chansons étant composées et répétées avant l'entrée du groupe en studio. Cependant, à l'approche de la date limite qu'ils se sont fixée (deux mois), ils font le point et décident que pour finir l'album, « tout le monde doit être présent toute la journée, afin de terminer une chanson par jour ». Grohl utilise alors un click track (en) pour « trouver le bon tempo et les arrangements qu'il faut » et écrit les paroles pendant que les autres enregistrent leur instrument. Conséquence de ce changement de physionomie : alors que Mendel préparait ses lignes de basse chez lui sur Pro Tools avant de les jouer à Grohl et Raskulinecz, il doit finalement « juste trouver les bonnes notes pour conserver le bon rythme des chansons ».

## Parution et accueil

### Sortie et promotion
Le groupe fait la promotion d'In Your Honor en se produisant dans différentes émissions télévisées, telles que Later... with Jools Holland,, Tonight Show with Jay Leno, Late Show with David Letterman ou encore sur Canal+. Ils réalisent une émission sur MTV2, intitulée 24 Hours of Foo, lors de laquelle les membres du groupe gardent l'antenne pendant 24 heures : ils donnent des concerts, accueillent des invités et programment les vidéos qu'ils désirent. Programmée les 11 et 12 juin, elle précède la sortie de l'album définie le 13 juin 2005,,. Le premier single qui en est extrait, Best of You, sort le 30 mai 2005 et se positionne 18e du Billboard Hot 100, 4e de l'équivalent britannique et premier du Billboard Alternative Songs et du Billboard Mainstream Rock Tracks chart, soit la meilleure performance pour un single du groupe,. Quatre autres singles sont ensuite publiés : DOA le 5 septembre, Resolve le 21 novembre, puis No Way Back/Cold Day in the Sun et Miracle en 2006.
Malgré l'insistance de RCA Records et bien qu'il soit un double album, In Your Honor est vendu 19,98 $, soit un dollar plus cher seulement qu'un simple disque. L'avocate du label avait d'ailleurs conseillé à Grohl de vendre les deux parties séparément pour générer plus de profits, mais il a refusé, arguant que « l'idée était d'afficher un contraste, que chaque partie se complète pour ne faire qu'un, et que de toute façon, [il] n'a pas besoin de plus d'argent ». Dans la négociation, il réussit également à repousser la sortie d'un best-of du groupe. Vingt-cinq mille copies de l'album bénéficient d'une édition spéciale Dualdisc : sur le verso du premier disque figure un documentaire d'une vingtaine de minutes sur la création du studio tandis qu'une version surround 5.1 de la partie acoustique est disponible sur le second. Elle est uniquement vendue aux États-Unis au tarif de 29,98 $. RCA Records édite aussi une édition quadruple LP en vinyle, limitée à 5 000 exemplaires.

### Accueil critique
In Your Honor reçoit des critiques globalement favorables, avec un score de 70 % par l'agrégateur Metacritic, basé sur vingt-six analyses. Entertainment Weekly le définit ainsi comme « sans doute le premier disque incontournable de l'année ». Le Los Angeles Times le décrit comme « puissant, épique, enjoué et âpre ». Le journal considère que c'est « assurément le meilleur album de la décennie pour Foo Fighters ». Alternative Press approuve et assure même qu'il est « le travail le plus accompli de Grohl depuis le début de sa carrière post-Nirvana ». Pour Spin, « les deux disques relatent le graffiti physique et mental qui a permis au groupe de sortir des ténèbres, avec culot et puissance », en référence au titre du double album de Led Zeppelin Physical Graffiti. Le journaliste du mensuel précise que le premier disque contient « les chansons rock les plus consistantes de la carrière de Grohl », tandis que le second est « une manière de montrer ses talents de compositeur ».
Stephen Thomas Erlewine, d'AllMusic, estime que le groupe « fait plus qu'agrandir son répertoire, il a aussi trouvé pourquoi leur musique a autant de succès et produit de fait de meilleures chansons, plus efficaces ». Pour le New York Times, bien que « le disque rock domine l'acoustique, certaines chansons plus calmes ont une mélodie assez souple et des riffs de guitares suffisamment hypnotiques qui laissent présager le meilleur sur un prochain album qui mixerait électrique et acoustique ». Vik Bansal, de musicOMH, partage cet avis, estimant que « Foo Fighters prouvent qu'ils font encore du rock, plus puissamment et calmement que jamais ». Pour Uncut, c'est « tout à fait à l'image d'un groupe dont les ambitions se sont ravivées ».
Daniel Martin, du NME, compare l'album à « un amant qui essaye toutes sortes de costumes et de gadgets pour essayer de t'exciter, alors que ce n'est pas forcément nécessaire, montrer un peu plus d'amour aurait suffi ». Il considère que malgré leurs efforts, « The Colour and the Shape reste leur album symbole ». Tanya Byrne, de la BBC, dresse le même constat : In Your Honor « n'est pas à la hauteur du deuxième opus de la formation, malgré les promesses ». Par conséquent, elle se dit déçue de n'avoir que quelques chansons qui « tiennent la route » et aurait préféré qu'ils « ne prennent que celles-ci pour en faire un simple album et l'objectif aurait peut-être été atteint ». Davey Boy, de Sputnikmusic, pense aussi qu'il aurait été préférable d'avoir « un simple album de quatorze chansons, avec les quatre meilleurs titres acoustiques à la fin », car il estime que le deuxième disque « va trop loin ».
Caroline Sullivan, journaliste du Guardian, considère même que « les puristes seront consternés » par ce disque de « ballades en dentelle », même si avec les « habituelles guitares lancinantes » du premier disque, « l'ensemble est plaisant et moelleux ». Noel Murray, d'A.V. Club, note que la partie rock est « solide et féroce » mais constate que le disque acoustique met en avant « les lacunes de Grohl pour la composition », remarquant qu'« il n'y a pas de honte de se faire aider en studio pour réaliser un concept ». Le magazine Q, qui met également les deux disques en opposition, est « impressionné par le son retrouvé du premier » mais « a pitié du second qui n'a rien de bon ».
Mike Schiller, de PopMatters, admet qu'In Your Honor « se rapproche sur beaucoup de points de Physical Graffiti, comme le souhaitait Grohl », et que tout fan des Foo Fighters doit l'avoir en sa possession car « il y a de bonnes chansons même si c'est loin d'être parfait ». Pour Barry Walters du Rolling Stone, c'est la comparaison avec Kurt Cobain et le MTV Unplugged in New York qui est inévitable, notamment pour le titre Friend of a Friend qui rappelle All Apologies. Cependant, il voit plus Grohl comme « un homme affable qui produit de bonnes chansons grâce à son travail et à son charisme » que comme « un artiste torturé » mais il aurait dû se contenter d'« un simple album, vu le maigre contenu ». Amanda Petrusich, de Pitchfork, reconnaît le côté « puissant, soigné et propre » des Foo Fighters mais regrette néanmoins « la stérilité et le contrôle » de leur musique : « il n'y a aucun risque de dissolution ». Tom Edwards, de Drowned in Sound, est plus sévère puisqu'il considère que le groupe « excelle dans ce qu'il fait : des musiques rock lisses et auto-dérisoires », et regrette que l'album soit « inévitablement médiocre ».

### Succès commercial
Avec 311 000 unités vendues la première semaine aux États-Unis, soit presque trois fois plus que l’album précédent des Foo Fighters, In Your Honor se place en deuxième position au Billboard 200 derrière X&Y de Coldplay. Au Royaume-Uni, la situation est similaire : avec 159 179 exemplaires à sa sortie, soit presque le double de One by One, l'album est dépassé par celui du groupe britannique. Il arrive tout de même en tête des ventes en Australie, en Finlande, en Nouvelle-Zélande et en Suède,, et se place sur le podium au Canada, en Irlande, en Norvège et aux Pays-Bas,. En France, sa meilleure position est la vingt-et-unième.
Avec plus d'un million d'albums vendus aux États-Unis à peine un mois après sa sortie, In Your Honor y est certifié disque de platine dès le 26 juillet 2005. Fin 2015, il est le deuxième album le plus vendu du groupe en Amérique, totalisant 1 500 000 unités écoulées, derrière The Colour and the Shape,. Il est également quadruple disque de platine en Nouvelle-Zélande, triple disque de platine en Australie et au Canada,, double disque de platine en Irlande et au Royaume-Uni, où il dépasse les 600 000 ventes. Il est disque d'or dans plusieurs autres pays, tels le Brésil et le Japon,. Plus gros succès mondial du groupe à l'époque, il dépasse aujourd'hui les deux millions de ventes internationales.
Lors de la 48e cérémonie des Grammy Awards début février 2006, l'album est nommé dans cinq catégories : « Meilleur album rock », « Album le mieux produit », « Meilleure chanson rock » et « Meilleure prestation vocale rock par un groupe ou un duo » pour le single Best of You et « Meilleure collaboration vocale pop » pour Virginia Moon, mais le groupe ne reçoit finalement aucune récompense. Le magazine Kerrang! le place malgré tout en neuvième position de ses « meilleurs albums de 2005 », tandis que le Rolling Stone le met trentième de ses « 50 meilleurs albums de l'année ».

### Classements et certifications
| Classement musical                 | Meilleure position |
| ---------------------------------- | ------------------ |
| Allemagne (Media Control AG)       | 4                  |
| Australie (ARIA)                   | 1                  |
| Autriche (Ö3 Austria Top 40)       | 5                  |
| Belgique (Flandre Ultratop)        | 3                  |
| Belgique (Wallonie Ultratop)       | 21                 |
| Canada (Canadian Albums)           | 3                  |
| Danemark (Tracklisten)             | 5                  |
| Espagne (Promusicae)               | 31                 |
| États-Unis (Billboard 200)         | 2                  |
| Finlande (Suomen virallinen lista) | 1                  |
| France (SNEP)                      | 21                 |
| Irlande (IRMA)                     | 2                  |
| Italie (FIMI)                      | 20                 |
| Japon (Oricon)                     | 11                 |
| Norvège (VG-lista)                 | 2                  |
| Nouvelle-Zélande (RIANZ)           | 1                  |
| Pays-Bas (Mega Album Top 100)      | 2                  |
| Portugal (AFP)                     | 20                 |
| Royaume-Uni (UK Albums Chart)      | 2                  |
| Royaume-Uni (Rock & Metal Albums)  | 1                  |
| Suède (Sverigetopplistan)          | 1                  |
| Suisse (Schweizer Hitparade)       | 7                  |

| Pays                     | Ventes      | Certifications |
| ------------------------ | ----------- | -------------- |
| Australie (ARIA)         | 210 000 +   | 3 × Platine    |
| Autriche (IFPI Autriche) | 10 000 +    | Or             |
| Brésil (ABPD)            | 50 000 +    | Or             |
| Canada (Music Canada)    | 300 000 +   | 3 × Platine    |
| États-Unis (RIAA)        | 1 000 000 + | Platine        |
| Irlande (IRMA)           | 30 000 +    | 2 × Platine    |
| Japon (RIAJ)             | 100 000 +   | Or             |
| Norvège (IFPI Norvège)   | 15 000 +    | Or             |
| Nouvelle-Zélande (RMNZ)  | 60 000 +    | 4 × Platine    |
| Royaume-Uni (BPI)        | 600 000 +   | 2 × Platine    |
| Suède (GLF)              | 20 000 +    | Or             |

### Tournées
Foo Fighters lance la promotion de son nouvel album dès sa sortie avec une tournée mondiale, intitulée In Your Honor Tour, qui commence le 10 juin par les concerts au Shoreline Amphitheatre à Mountain View, en Californie et le 18 juin sur l'ancienne Walker Air Force Base, dans le désert du Nouveau-Mexique. Ce dernier a une signification particulière pour le groupe puisqu'il a lieu à Roswell, où s'est produit l'hypothétique accident d'OVNI en juillet 1947. Grohl considère que c'est « un moment historique pour eux : ils se nomment Foo Fighters en référence aux chasseurs fantômes, ils possèdent un label appelé Roswell Records et sont totalement fous d'ovnis mais c'est la première fois qu'ils s'y rendent ». Il ne « peut rêver de meilleure façon de célébrer leur dixième anniversaire ».

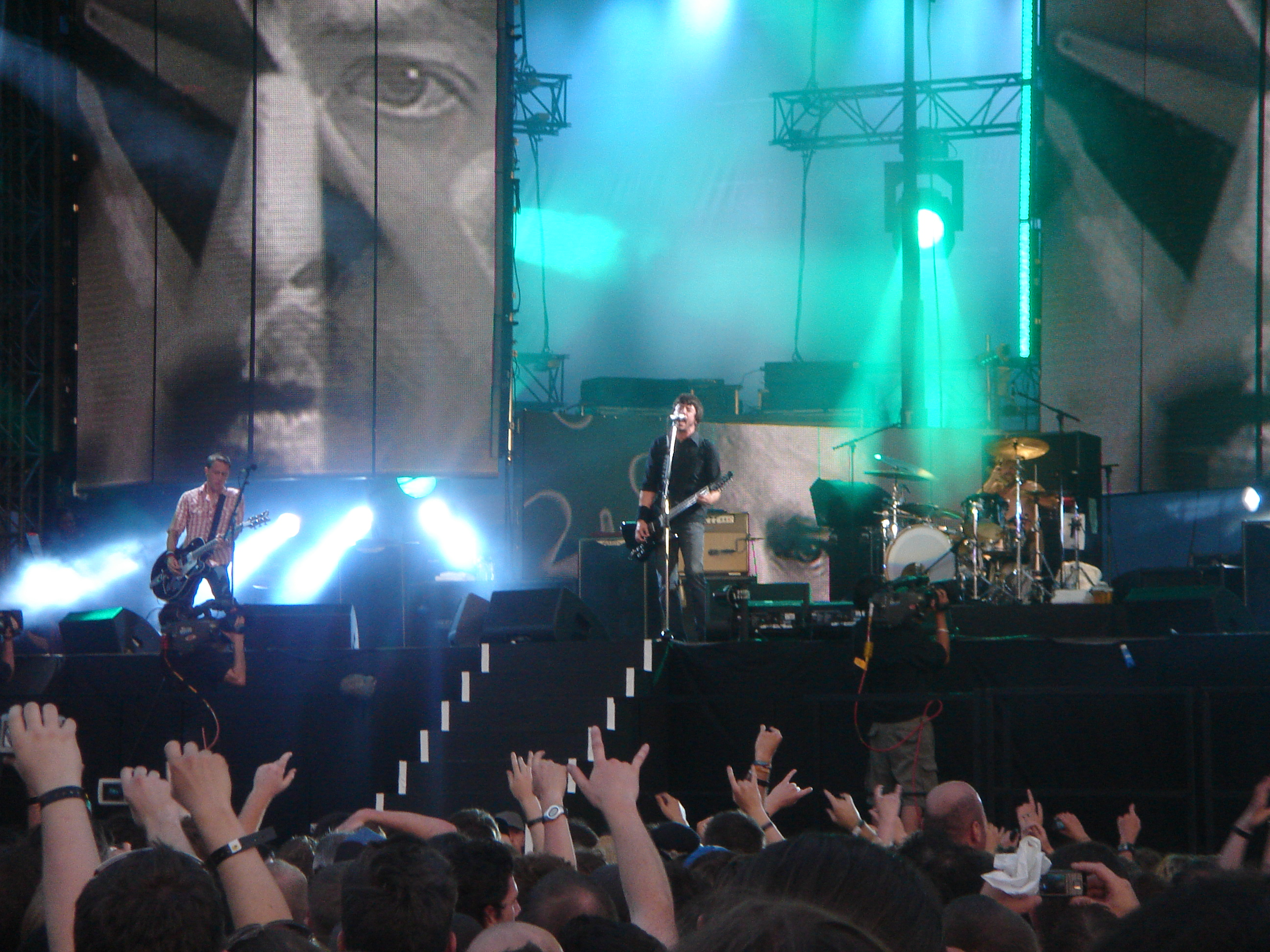
Foo Fighters à Hyde Park le 17 juin 2006 pour fêter son dixième anniversaire.

Ils se produisent ensuite dans de nombreux festivals dont notamment : Radio 1's Big Weekend, Roskilde, Rock Werchter, T in the Park, Oxegen, Fuji Rock, Lowlands, Rock en Seine et Reading and Leeds ,. Après un passage par l'Astoria à Londres le 24 août, Foo Fighters retourne aux États-Unis début septembre pour une tournée commune avec Weezer. Dénommée Foozer, celle-ci passe dans les grandes villes américaines pendant les deux premiers mois de l'automne. Le 3 novembre, ils ouvrent les MTV Europe Music Awards 2005 à Lisbonne, où ils sont nommés dans la catégorie « Meilleur artiste rock ». Ils remplissent alors les arénas de Nouvelle-Zélande et d'Australie, jouant à guichets fermés à la Rod Laver Arena de Melbourne les 6 et 7 décembre. Grâce au taux de remplissage élevé des grandes salles dans lesquelles ils jouent, les trente-six premiers concerts de la tournée leur ont rapporté plus de 14 millions de dollars. Ils terminent l'année en faisant la première partie d'Oasis lors de leur passage au Royaume-Uni.
Foo Fighters commence 2006 par une tournée ouest-européenne passant notamment le 23 janvier par le Mazda Palace de Milan, le 28 au Zénith de Paris , le 29 au Forest National de Bruxelles et le 31 au Heineken Music Hall d'Amsterdam,. Après une pause, ils retournent au Royaume-Uni pour le festival de l'île de Wight, où ils sont en tête d'affiche le 10 juin. Le groupe en profite pour fêter son dixième anniversaire avec une tournée acoustique qui les voit notamment se produire au Hyde Park de Londres, devant 85 000 personnes, le 17 juin et à l'Old Trafford Cricket Ground de Manchester le 18,. Accompagnés de musiciens additionnels, tels que la violoniste Petra Haden et le claviériste Rami Jaffee déjà présents dans les studios pour l'enregistrement de l'album, ils sont rejoints par le percussionniste Drew Hester et le guitariste Pat Smear, membre de 1995 à 1997. Ils poursuivent ensuite leur tournée en Amérique du Nord pendant les mois de juillet et août,,.
Après trois soirées à l'opéra de Sydney les 3, 4 et 5 octobre, ils effectuent la première partie de Bob Dylan aux États-Unis durant le mois d'octobre et jusque début novembre. Le groupe publie alors l'album live Skin and Bones le 7 novembre, qui contient des chansons enregistrées lors des trois concerts donnés du 29 au 31 août au Pantages Theatre de Los Angeles. L'édition britannique, qui sort deux semaines plus tard, propose un DVD supplémentaire sur lequel figure le concert donné à Hyde Park. Ce dernier est également disponible en version numérique à partir du 4 décembre,. Foo Fighters achève l'In Your Honor Tour par trois dates au Japon, avec notamment un passage au Nippon Budokan de Tokyo. En tout, la tournée aura duré un an et demi et produit une centaine de concerts sur quatre continents.

## Thèmes et compositions

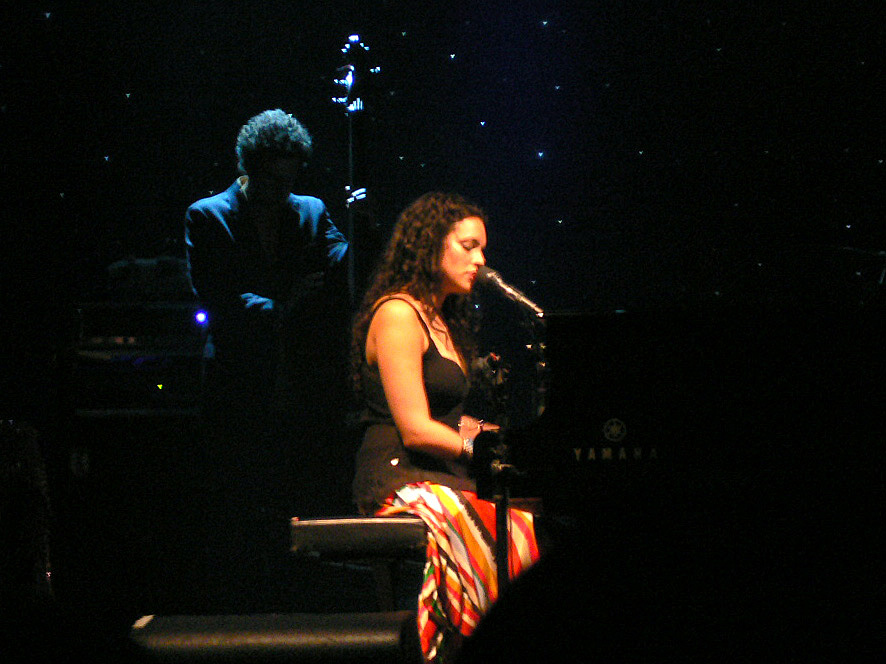
Norah Jones joue du piano et chante sur la bossa nova Virginia Moon.

Grohl réalise cet album dans le but que les gens se souviennent d'abord des Foo Fighters pour celui-ci, le décrivant comme « la chose qui déchire le plus dans leur vie ». Il précise que « si on lui demande quel album de Led Zeppelin acheter, il répondrait Physical Graffiti pour ses grandes dynamiques et la variation que propose le groupe ». Il ajoute que la réalisation d'un tel album est leur objectif. Faire ce double album est à la fois un moyen de prouver qu'il est libre artistiquement — « il n'y a pas qu'un seul genre de musique, pas qu'un seul style. Je ne suis qu'un musicien qui peut jouer toutes sortes d'instruments, tout autant que je peux composer une bossa nova ou une chanson thrash » —, mais est aussi l'occasion pour eux de « se servir des chansons acoustiques composées sur les huit ou neuf dernières années, qu'[ils] ne pouvaient jamais placer sur leurs albums parce qu'elles ne correspondaient pas à ceux-ci », Grohl expliquant qu'« il est difficile de mettre un morceau acoustique au milieu d'un disque rock, parce que ça brise l'enchaînement ». Il estime aussi que l'album est « la fin d'un chapitre et le début d'un nouveau. [...] Avec le disque rock, nous avons les hymnes agressifs, et avec le disque acoustique, nous offrons une perspective sur ce que nous pourrions faire dans le futur, ainsi que la direction vers laquelle nous pourrions aller si nous le voulions ».
Si No Way Back, Free Me et The Last Song, sur le disque électrique, portent la signature du groupe : « un chant destructeur de Grohl, des riffs tendus de Shiflett et des rythmes tenus d'une main de fer par Hawkins et Mendel » ; à l'inverse, d'après Grohl, les chansons acoustiques les « ont obligé à sortir de leur zone de confort, à montrer autre chose ». Cela « leur donne l'impression d'être un meilleur groupe » et a eu pour conséquence de « revitaliser la formation ». Il explique pourtant que ce sont « toujours les quatre mêmes gars qui jouent, donc c'est toujours une chanson des Foo Fighters, même si ça ressemble à Carcass ou à Ry Cooder ». Ils essayent aussi de ne pas donner dans la « demi-mesure » pour avoir un « disque rock plus brutal et agressif », tout en se forçant à obtenir « un disque acoustique plus délicat, joli et atmosphérique » que leurs précédents albums. Les arrangements sont d'ailleurs voulus complexes pour que ce dernier soit « plus qu'un disque avec une guitare acoustique et une voix ». Les chansons sont composées pour une plus grande orchestration, sans pour autant bénéficier d'accordéon, d'harmonium, de violoncelle ou de contrebasse. Ils se sont inspirés du guitariste Alex Lifeson de Rush pour la guitare acoustique, en utilisant des notes arrêtées associées à des notes frettées. Plusieurs morceaux sont construits sur cet instrument et autour de la voix de Grohl, parfois accompagnés d'un clavier.
Les paroles du disque rock se rapportent à « des thèmes généraux auxquels tout le monde peut s'identifier », tandis que celles du disque acoustique sont plus introspectives, « vulnérables et révélatrices » à propos de « choses qu'on ne crierait pas et qu'on ne voudrait pas admettre ». Grohl considère ainsi que « l'album est plus sincère, profond et émotionnel », et explique « qu'à force d'écrire des chansons considérées comme des hymnes, tu ne peux pas vraiment faire quelque chose de léger et chanter à propos de n’importe quoi, tu dois chercher plus profondément, pour trouver les mots ». C'est à la suite de la campagne de John Kerry pour l'élection présidentielle américaine de 2004 que la plupart des thèmes lui sont venus à l'esprit, mais il précise que « ce n'est pas un disque politique, il a juste été inspiré par ce qu'il a vu ». Il reconnaît néanmoins s'engager plus dans son chant, comme sur le premier morceau, In Your Honor, qui fait référence à l'homme politique, ou sur Best of You, évoquant « une résistance, le refus d'être dominé par quelque chose de plus grand ou par quelqu'un qu'on aime, un combat contre l'adversité », sur lequel il crie deux fois plus fort qu'à l'accoutumée tout au long du titre, « les mots lui venant du cœur ». Il admet dès lors qu'« il ne pourra pas la jouer ainsi en live, sa gorge étant en sang ».
Il ajoute que si les paroles paraissent plus sombres qu'auparavant, ce n'est pas pour autant le reflet de sa vie actuelle puisque Virginia Moon date de huit ans plus tôt, Over and Out de cinq et que Still se réfère au suicide d'un garçon sur les voies ferrées dont il est témoin lorsqu'il a dix ans,. La chanson Friend of a Friend a été composée en 1991 lorsqu'il partageait un appartement avec Kurt Cobain, son ancien compère de Nirvana, puis a été enregistrée sous le pseudonyme Late! sur la cassette Pocketwatch,. Razor provient d'une jam session avec Josh Homme, que Grohl joue la première fois lors d'un concert de charité en faveur des victimes du tsunami de 2004 au Wiltern Theater à Los Angeles. Hawkins avait préparé à l'origine Cold Day in the Sun pour le disque électrique, mais « se sentant totalement libéré » après le passage de Norah Jones, il décide finalement que le titre conviendrait mieux en acoustique. Grohl et lui échangent également leur rôle au chant et à la batterie,.

## Fiche technique

### Liste des chansons
Toutes les chansons sont écrites et composées par Dave Grohl, Taylor Hawkins, Nate Mendel et Chris Shiflett, sauf si annotations.
| 1.  | In Your Honor               | 3:50 |
| 2.  | No Way Back                 | 3:17 |
| 3.  | Best of You                 | 4:16 |
| 4.  | DOA                         | 4:12 |
| 5.  | Hell                        | 1:57 |
| 6.  | The Last Song               | 3:19 |
| 7.  | Free Me                     | 4:39 |
| 8.  | Resolve                     | 4:49 |
| 9.  | The Deepest Blues Are Black | 3:58 |
| 10. | End Over End                | 5:52 |

| 11. | The Sign | 4:02 |

| 1.  | Still                            |         | 5:15 |
| 2.  | What If I Do?                    |         | 5:02 |
| 3.  | Miracle                          |         | 3:29 |
| 4.  | Another Round                    |         | 4:25 |
| 5.  | Friend of a Friend               | Grohl   | 3:13 |
| 6.  | Over and Out                     |         | 5:16 |
| 7.  | On the Mend                      |         | 4:31 |
| 8.  | Virginia Moon (avec Norah Jones) |         | 3:49 |
| 9.  | Cold Day in the Sun              | Hawkins | 3:20 |
| 10. | Razor                            | Grohl   | 4:53 |

### Crédits
Les informations proviennent du livret fourni avec l'édition 2005 du CD.
| Foo Fighters - Dave Grohl : chant, guitare rythmique, chœurs et batterie sur Cold Day in the Sun - Taylor Hawkins : batterie, percussions, chant et guitare rythmique sur Cold Day in the Sun - Nate Mendel : basse - Chris Shiflett : guitare solo Musiciens additionnels - Joe Beebe : guitare sur Virginia Moon - Danny Clinch (en) : harmonica sur Another Round - Petra Haden : violon sur Miracle - Josh Homme : guitare rythmique sur Razor - John Paul Jones : piano sur Miracle et mandoline sur Another Round - Rami Jaffee : claviers sur Still, What If I Do?, Another Round, Over and Out, On the Mend et Cold Day in the Sun - Norah Jones : chant et piano sur Virginia Moon - Nick Raskulinecz : contrebasse sur On the Mend, basse sur Cold Day in the Sun | - Nick Raskulinecz : production et mixage du disque 1 - Foo Fighters : production - Mike Terry (en) : ingénieur du son - Elliot Scheiner (en) : mixage du disque 2 - Bob Ludwig : matriçage - Dan Winters : photographie - Danny Clinch : photographie - Brett Kilroe et Robin C. Hendrickson : artwork - Kevin Reagan : design et artwork - Bret Healey : design |